# Anolis triumphalis
Espèce
Synonymes
- Norops triumphalis Nicholson & Köhler, 2014

Anolis triumphalis est une espèce de sauriens de la famille des Dactyloidae. 

## Répartition
Cette espèce est endémique de la province de Darién au Panama.

## Description
Les mâles mesurent jusqu'à 54,5 mm sans la queue.

## Publication originale
- Nicholson & Köhler, 2014 : A new species of the genus Norops from Darién, Panama, with comments on N. sulcifrons (Cope 1899) (Reptilia, Squamata, Dactyloidae). Zootaxa, no 3895 (2), p. 225–237.